# TTS-2
TTS-2 (Test and Training Satellite 2), também conhecido como TETR-2, foi um satélite artificial estadunidense lançado em 8 de novembro de 1968 por meio de um foguete Delta E a partir do Cabo Canaveral.

## Características
O TTS-2 foi um dos membros de sucesso da família de satélites ERS (Environmental Research Satellites), pequenos satélites lançados como carga secundária junto com satélites maiores para fazer testes de tecnologias e estudos do ambiente espacial. O TTS-2 foi lançado no mesmo foguete que a sonda Pioneer 9 e sua função foi servir de satélite de treinamento para as estações terrestres atribuídas ao projeto Apollo, para o qual levava a bordo um transponder de 9,5 watts em banda S e um transmissor de VHF com uma potência de 1,2 watts. O mesmo tinha a forma de octaedro de cerca de 30 cm de lado e a alimentação elétrica era fornecida por células solares que recobriam a superfície do satélite e recarregavam as baterias de bordo, de níquel-cádmio. O TTS-2 foi injetado em uma órbita inicial de 938 km de apogeu e 376 km de perigeu, com uma inclinação orbital de 32,8 graus e um período de 97,9 minutos. Reentrou na atmosfera em 19 de setembro de 1979.